# Aranda (Fluss)
Der Río Aranda ist ein ca. 52 km langer Fluss in der spanischen Provinz Saragossa, der über den Río Jalón zum Ebro entwässert. Er entspringt mehreren Quellbächen auf dem Gemeindegebiet von Pomer am Südrand der Sierra de Moncayo und mündet in ca. 385 m Höhe etwa 5 km südöstlich von Arándiga in den Río Jalón.

## Nebenflüsse und Stauseen
Größter Nebenfluss des Río Aranda ist der Río Isuela; beide Flüsse werden nicht gestaut.

## Orte am Fluss
Pomer, Aranda de Moncayo, Jarque de Moncayo, Gotor, Illueca, Brea de Aragón und Arándiga.

## Nutzung
Der Río Aranda wird hauptsächlich für Bewässerungszwecke genutzt.

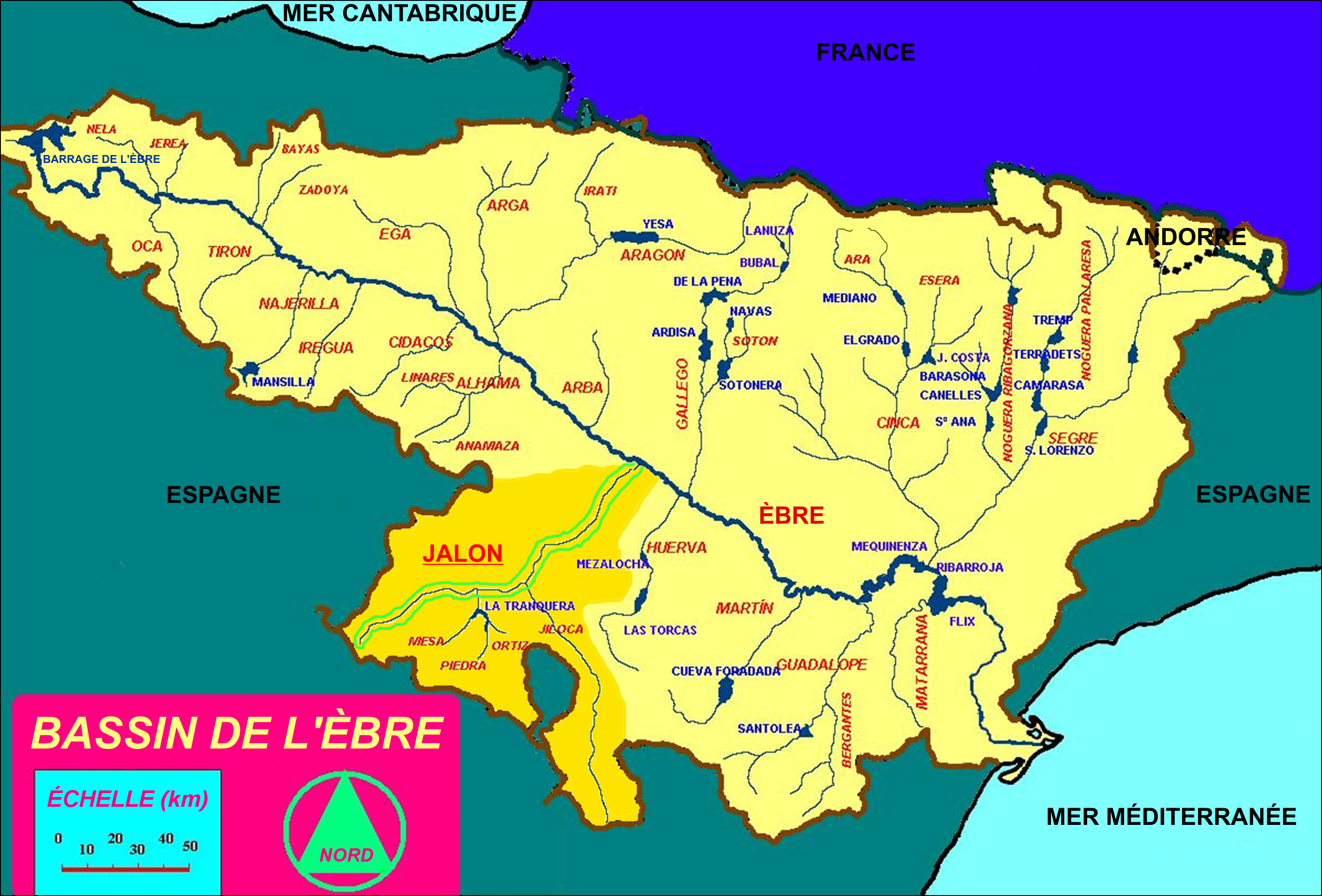
Einzugssysteme (cuencas) des Río Jalón und des Ebro